# Superpotência energética
Uma superpotência energética é um país com enormes recursos energéticos significantes para outros países, sendo capaz de projetar este poder para influenciar decisões internacionais de seu interesse, mas também é importante lembrar que a principal fonte energética russa , é o gás natural representado por 54%

## Projeção do poder
Uma superpotência energética projeta seu poder manipulando o recurso que ela possua, seja influenciando os preços internacionais da commoditie, ou simplesmente embargando um determinado país a receber o produto.
Recursos energéticos são territorialmente fixos, o que coloca qualquer fornecedor em uma excelente posição de negócios, principalmente se ele detém o quase-monopólio de produção mundial do recurso, já que o cliente acaba atrelado a este fornecedor; isto acaba transformando a relação cliente-fornecedor em uma relação mais política do que necessariamente comercial.

## As superpotências energéticas atuais

### Arábia Saudita
A Arábia Saudita é o maior exportador mundial de petróleo, situado no oriente médio, uma região do planeta que detém dois terços das reservas mundiais conhecidas de petróleo e produção diária de 11.1 milhões de barris. O país abastece 14% do mundo com seu petróleo.

### Rússia
O ressurgimento da Rússia pós-soviética como um país importante do G8, rica porém não democrática, mostra a importância de seus recursos naturais, particularmente petróleo e gás para o mundo atual.
Com as autoridades russas tecendo novas teias de relações com outros países para fornecimento de recursos energéticos, a Rússia está aos poucos recuperando sua antiga importância no cenário internacional, ganhando capacidade para se contrapor a decisões de outros jogadores importantes como União Europeia e Estados Unidos nos acordos internacionais e ganhando cada vez mais autonomia em seus assuntos internos.
A Rússia é o segundo maior produtor mundial de petróleo com uma produção diária de 9.5 milhões de barris; o Mar Cáspio tem potencial de aumento de produção de 5 milhões de barris de petróleo até o ano de 2010.
O uso de forma política de seu privilégio energético é fontes de duras criticas ao regime de Moscou, já que ela não hesita em cortar o fornecimento de gás e petróleo para qualquer nação que contrarie seus interesses, particularmente as ex-repúblicas soviéticas, que os russos ainda consideram como partes de sua esfera de poder e de cujos regimes atuais temem mudança para outros mais favoráveis à União Europeia; como exemplo está o corte de fornecimento à Bielorrússia com o fechamento do oleoduto Druzhba . A Rússia justifica o corte alegando que a Bielorrússia se negou a pagar os novos preços definidos pela Gazpron, a estatal russa de petróleo e gás, que estipulou um aumento de 50% no preço do gás, assim a Bielorrússia estipulou uma nova taxa para uso do oleoduto para transporte de petróleo para a Europa e passou a retirar petróleo do oleoduto como forma de pagamento, segundo a Transneft, empresa que opera o oléoduto.
Outro exemplo de uso político do potencial energético foi o momentâneo corte de gás Ucraniano após a revolução laranja, que ocasionou na subida ao poder do líder pró-europeu Viktor Yushchenko. A Rússia, vendo sua influencia na região cair, propôs à Ucrânia um aumento de 460% no preço do gás. A Rússia fornece 30% do gás ucraniano e cessou o fornecimento ao país como represália à resposta negativa da Ucrânia à proposta de aumento.

## Futuras Superpotências Energéticas

### Brasil
O Brasil caminha para consolidar-se como uma grande superpotência energética no século 
XXI, aproximando-se da condição da Arábia Saudita ou até mesmo ultrapassando-a[carece de fontes]. Frente ao aquecimento global, os países estão se conscientizando e tomando medidas para reduzir o consumo de petróleo, gás, carvão e outras fontes de energia poluentes.
O etanol tem grande potencial de crescimento no país, devido às gigantescas áreas para plantio de cana e outras plantas que forneçam o etanol e ao advento dos carros flex, que aceitam mais de um combustível. Portanto, o Brasil está tomando uma posição de vantagem.
No quesito do biodiesel, que pode ser produzido com variadas matérias primas, como sebo de boi, pinhão, soja, dendê, mamona, algodão e outras, o Brasil também toma grande vantagem frente ao mundo.
A hidroeletricidade é a principal fonte de energia no Brasil, contudo também apresenta algumas desvantagens, como a emissão de gases estufa devido ao corte de árvores ou ao alagamento de áreas com árvores, por causa de sua decomposição.
A energia solar é bastante propícia devido ao clima tropical e equatorial no país.
A energia eólica também pode chegar a ser potencial no Brasil. Atualmente, é utilizada em alguns estados nordestinos.

### Venezuela
O décimo maior produtor de petróleo do mundo e possuidor da nona maior reserva de gás natural do planeta. Se comprovadas reservas do Orinoco, deve se tornar o país com as maiores reservas petrolíferas do planeta e também o quarto maior detentor de reservas de gás natural.